# Баяркал
Баяркал (на испански: Bayárcal) е населено място и община в Испания. Намира се в провинция Алмерия, в състава на автономната област Андалусия. Общината влиза в състава на района (комарка) Алпухара Алмериенсе. Заема площ от 37 km². Населението му е 358 души (по данни от 2010 г.). Разстоянието до административния център на провинцията е 84 km.

## Демография
| 1996 | 1998 | 1999 | 2000 | 2001 | 2002 | 2003 | 2004 | 2005 | 2006 |
| ---- | ---- | ---- | ---- | ---- | ---- | ---- | ---- | ---- | ---- |
| 357  | 334  | 334  | 320  | 329  | 335  | 315  | 305  | 303  | 277  |